# Ridderorden in Brazilië
Dit is een lijst van ridderorden van Brazilië.

## Werk in uitvoering
Brazilië heeft als Portugese kolonie, als keizerrijk en na 1891 als republiek diverse ridderorden en Orden van Verdienste gekend. Hieronder de volgorde waarin zij in Brazilië werden ingesteld of ingelijfd en de oorsprong van de Orde:

## Brazilië van 1550 tot 1889

### Brazilië als Portugese kolonie
In Brazilië werden geen Orden ingesteld maar velen droegen de Portugese Ridderorden zoals   
- De Orde van Christus
- De Orde van Sint Jacobus van het Zwaard
- De Orde van Aviz
- De Orde van de Toren en het Zwaard (1459)
- De Orde van de Heilige Isabella (1801)

Op 29 november 1807 trok Napoleons leger Lissabon binnen. Twee dagen voor deze invasie waren 40 schepen, met de Portugese prins Johan VI (Portugees:"Dom João VI"), en zijn 15.000 man personeel aan boord, al vertrokken naar het voor de Fransen onbereikbare Brazilië.In Rio de Janeiro stichtte hij
- De Orde van Onze Lieve Vrouwe van Villa Viçosa (1819)

### Keizerrijk Brazilië
Pas in 1821 keerden de Portugese Koning en zijn hof terug naar Lissabon. Prins Peter van Portugal bleef na het vertrek van zijn vader achter en riep in Rio de Janeiro op 7 september 1822 de onafhankelijkheid van Brazilië uit. Peter I (Portugees:"Dom Pedro I") werd Keizer van Brazilië.
- De Keizerlijke Orde van het Zuiderkruis (1820?)
- De Orde van Pedro I (1826)
- De Orde van de Roos 1829
- De Orde van Sint-Theodorik 1843.

Drie oude Portugese "militaire Orden" werden in 1843 tot Braziliaanse Orden verklaard:
- De Orde van Christus
- De Orde van Sint-Jacobus
- De Orde van Aviz

Ook de Portugese 
- Orde van de Toren en het Zwaard

werd in Brazilië ingelijfd.

## Republiek Brazilië

### De "Oude" Republiek; Orden van de Verenigde Staten van Brazilië, 1889-1930
generaal Deodoro da Fonseca nam in 1889 de macht over en riep zichzelf uit tot president. Een aantal van de oude Braziliaanse orden werden op 22 maart 1890 afgeschaft. Gebleven zijn 
- De Orde van het Zuiderkruis
- De Orde van Aviz

en nieuw was de
- Orde van Columbus (6 juni 1890)

De Braziliaanse revolutie werd in een grondwet van 24 februari 1891 vastgelegd.In deze grondwet werden de twee Orden en de pas 9 maanden oude Orde van Columbus weer afgeschaft. Op het dragen van de oude Orden en het voeren van de daarbij behorende titels stond nu een zware straf.

### Orden van de dictatuur van de Nieuwe Staat 1930-1945
Brazilië werd geregeerd door Getúlio Dorneles Vargas.
- De Orde van het Zuiderkruis (in 1932 opnieuw ingesteld maar het motief en de naam van de Orde veranderden zozeer dat men ook van een nieuwe Orde spreekt)

### Orden van de Tweede Democratische Periode, 1946-1964
- De Orde van het Zuiderkruis

Na verkiezingen wordt in 1946 een nieuwe grondwet aangenomen. President Getúlio Vargas wordt in 1950 nog één keer herkozen. In 1955 wordt Juscelino Kubitschek president van Brazilië
- De Orde van het Zuiderkruis
- De Orde van Verdienste voor de Militaire Rechtspraak (Ordem do Mérito Jurídico Militar) 1958
- De Orde van Verdienste van Rio Branco (Ordem do Mérito do Rio Branco) 1962
- De Orde van Verdienste voor de Universitaire Sport (Ordem do Mérito Desportivo Universitário) 1962

### Orden van de Militaire Dictatuur, 1964-1984
Bang voor de opkomst van het communisme volgt in 1964 een tweede militaire coup. Dit keer nemen de militairen zelf de macht. Het zou tot 1984 duren voordat de democratie terugkwam.
- De Nationale Orde van het Zuiderkruis
- De Orde van Verdienste voor de Luchtvaart(Orde Do Merito Aeronautico)
- De Orde van Verdienste voor de Marine (Orde Do Merito Naval)

### Orden van de Derde Democratische Periode, de "Redemocratização", 1984-heden
- De Nationale Orde van het Zuiderkruis
- De Orde van Verdienste van Rio Branco (Ordem do Mérito do Rio Branco) 14 February 1962.
- De Nationale Orde van Verdienste
- De Orde van Verdienste voor de Luchtmacht (Orde Do Merito Aeronautico)
- De Orde van Verdienste voor de Marine (Orde Do Merito Naval)
- De Orde van Militaire Verdienste (voor het Leger)
- De Orde van Verdienste voor de Strijdkrachten
- De Orde van Medische Verdienste (Ordem do Mérito Médico) 14 maart 1950
- De Orde van het Nationaal Congres
- De Orde van Verdienste voor het Onderwijs
- De Orde van Verdienste voor de Arbeid
- De Orde van Verdienste voor de Communicatie(Ordem do Mérito das Comunicações) 1982
- De Orde van Wetenschappelijke Verdienste

### De Huisorden de Braziliaanse tak van het Huis Braganza
Na de troonsafstand van de laatste Braziliaanse Keizer in 1889 hebben de chefs van het Huis Orléans-Braganza, troonpretendenten van Brazilië deze Orden als Huisorden verleend:
- De Orde van Pedro I 1842
- De Orde van de Roos (Brazilië) 1829

Z.K.H. Prins en Heer (Prince Senhor) Dom Luiz Gastão Maria José Pio de Orléans e Bragança, Prins en Hoofd van het Keizerlijk Huis van Brazilië, Prince van Orléans-Braganza noemt zich Grootmeester van de  Orden van Pedro I, het Zuiderkruis, de Roos en de Militaire Keizerlijke Orden van Christus,Sint-Bento van Aviz en Sint-Jacob van het Zwaard.
Over het grootmeesterschap over deze Orden wordt in de familie betwist.

De volgorde is ontleend aan de Almanach de Gotha en het "Rapport de la Commission Internationale d’Etudes des Ordres de Chevalerie".
Portugees: São Bento d'Aviz and São Thiago da Espada"